# 프랑스의 아롱디스망
프랑스의 101개 데파르트망은 342개의 아롱디스망으로 분할되며, 대한민국의 시, 군에 해당한다. 영어로는 '지구'(districts)로 번역할 수 있다.
아롱디스망의 수도는 '수프레펙튀르'(프랑스어: Sous-préfecture)라고 부르며, 군청 소재지에 해당한다. 하나의 아롱디스망이 그 데파르트망의 주도를 관할하고 있을 경우 그 주도는 아롱디스망의 수도가 되며, 주도와 군청의 역할을 동시에 수행한다.
아롱디스망은 캉통과 코뮌으로 다시 더 분할된다.

## 역할과 행정
아롱디스망의 행정직은 군수 (프랑스어: sous-préfet)에게 할당되며, 이 군수는 자신의 아롱디스망이 속한 데파르트망 도지사 (préfet)를 보조한다.
프랑스 내 레지옹이나 데파르트망, 코뮌과는 달리, 아롱디스망은 공법상 법적 실체의 지위를 가지고 있지는 않다. 더불어 다른 행정구역과는 달리 아롱디스망은 선거로 선출된 공직자들이 아니라 프랑스 대통령이 임명한 정임자들이 행정을 맡는다.

## 역사
아롱디스망이라는 개념은 앙시앵 레짐 시기에 행정 개편이 있을 때마다 여러 번 제안되었고, 그 중에서도 특히 브르타뉴 제네랄리테의 앵탱당이었던 카즈 드 라 보브가 1775년에 쓴 저서 《브르타뉴 감독자의 쉬브델레귀에에 관한 기억》(Mémoire concernant les subdélégués de l'intendance de Bretagne)가 그러했다.
아롱디스망은 프랑스 혁명 이후 1800년 2월 17일에 처음 생겼으며 기존에 있던 행정구역인 '디스트리크'를 대체했다. 제3공화국 기간에는 프랑스 의회 총선의 지역구로 사용되기도 했다. 1926년에는 행정개편으로 106개의 아롱디스망이 폐지되었다. 정부는 국가 재정 절약을 달성하기 위한 것이었다고 주장한 반면, 일부 정치평론가들은 선거 조작을 위해 단행한 것으로 여기기도 했다. 이때 폐지된 아롱디스망 중 일부는 1942년에 다시 복구되었다.

## 통계
대부분의 데파르트망은 아롱디스망을 세 개에서 네 개 정도 가지고 있다. 파리 주와 테리투아르드벨포르주는 하나만 가지고 있는 반면, 모젤 주는 아홉 개를 가지고 있다. 마요트에는 데파르트망이 없다.

## 같이 보기
- 프랑스의 행정 구역
- 프랑스의 아롱디스망 목록
- 아롱디스망
- 시급 아롱디스망
- 파리의 아롱디스망